# Panurgica fratercula
Panurgica fratercula är en bönsyrseart som beskrevs av Rehn 1912. Panurgica fratercula ingår i släktet Panurgica och familjen Hymenopodidae. Inga underarter finns listade i Catalogue of Life.